# Bacaferrita
La bacaferrita és un mineral de la classe dels òxids. Rep el nom de la seva composició: bari, calci i ferro.

## Característiques
La bacaferrita és un òxid de fórmula química BaCaFe₄O₈. Va ser aprovada com a espècie vàlida per l'Associació Mineralògica Internacional en el mes de febrer de l'any 2024, i encara resta pendent de publicació. Cristal·litza en el sistema trigonal.
L'exemplar que va servir per a determinar l'espècie, el que es coneix com a material tipus, es troba conservat a les col·leccions del Museu Mineralògic Fersmann, de l'Acadèmia de Ciències de Rússia, a Moscou (Rússia), amb el número de registre: 6086/1.

## Formació i jaciments
Va ser descoberta al complex Hatrurim, al desert del Nègueb, prop de la ciutat d'Arad (Israel). Aquest indret és l'únic de tot el planeta on ha estat descrita aquesta espècie mineral.